# Fred Germonprez
Fred Germonprez (ur. 30 grudnia 1914, De Panne, zm. 27 marca 2001, Kortrijk) – powieściopisarz i dziennikarz flamandzki. 
Publikować zaczął w 1935 na łamach pism Nieuw-Vlaanderen, De Vlaamse Gids oraz De Nieuwe Gids. W 1938 r. ukazał się jego debiutancki tom nowel
Popularność zdobył wydaną w 1950 r. powieścią Iseland, Iseland, przedstawiającą życie marynarzy i rybaków, łowiących ryby na morzach w okolicach Islandii. W latach 50. zwrócił się również ku powieści historycznej, wydając m.in. Kaper Jan Bart (1957), powieść poświęconą postaci flamandzkiego admirała w służbie francuskiej Jeana Barta.
Swą twórczość wydawał także pod pseudonimami F. Deruyter oraz Yv. Vandewolve.
W przekładzie na język polski ukazała się powieść Germonpreza pt. Ludzie w cieniu (ndl. Mensen in de schaduw) w tłumaczeniu (z języka niemieckiego) Małgorzaty Łukasiewicz, Warszawa 1978.

## Dzieła
- 1938 - Kinderen van de zee (nowele)
- 1939 - Wij leven (powieść)
- 1940 - De westkust onder vuur
- 1941 - Volk uit de westhoek (powieść)
- 1942 - Dossier zeven en dertig (opowiadanie)
- 1943 - Dat dwaze hart (powieść)
- 1944 - Ik wil leven (reedycja powieści Wij leven)
- 1950 - Iseland, Iseland (powieść)
- 1952 - Moerduivels (powieść historyczna)
- 1952 - Naar veilige haven
- 1954 - Mensen in de schaduw
- 1956 - Kaper Jan Bart (powieść historyczna)
- 1958 - De derde hoofdzonde (powieść)
- 1958 - De zee laat niet meer los
- 1960 - In de branding
- 1961 - Hanen en kraaiepoten
- 1963 - Omnibus van de zee (wydanie obejmujące utwory: Iseland, Moerduivels, Kaper Jan Bart)
- 1964 - Dossier Baekelandt
- 1967 - Jozef De Coene
- 1969 - De magistraat
- 1973 - Haaien op de kust
- 1978 - Laatste berichten
- 1980 - Kortrijkse figuren
- 1982 - Omnibus
- 1983 - Jozef De Coene oraz Kortrijkse kunstwerkstede